# كاميرون واترس
كاميرون واترس (بالإنجليزية: Cameron Waters)‏ هو سائق سباق نيوزيلندي، ولد في 3 أغسطس 1994 في ميلدورا في أستراليا.